# Malcolm Dome
Malcolm Dome (Londres, 1955 - 29 de octubre de 2021) fue un periodista musical británico, reconocido por haber acuñado el término thrash metal.

## Biografía
Nació en Londres en 1955. Durante su carrera redactó textos sobre música rock y heavy metal desde 1979. Aficionado a la literatura, trabajó como periodista para las revistas Record Mirror, Kerrang!, Metal Hammer y Classic Rock entre otras. Fue cofundador de la primera emisora radial especializada en rock en el Reino Unido: TotalRock, junto al Dj Tommy Vance y al productor Tony Wilson. Tras diecisiete años con la emisora, Dome se separó del proyecto en 2014.
Se le ha reconocido como el creador del término thrash metal, que apareció por primera vez en la revista Kerrang! mientras Dome hacía referencia a la canción "Metal Thrashing Mad" de la banda estadounidense Anthrax en la edición n.º 62, página 8, publicada el 23 de febrero de 1984.
Falleció el 1 de noviembre de 2021 a los sesenta y seis años.